# Xe législature des Cortes de Castille-et-León
La Xe législature des Cortes de Castille-et-León est un cycle parlementaire des Cortes de Castille-et-León, d'une durée de deux ans et six mois, ouvert le 21 juin 2019 à la suite des élections du 26 mai précédent, et clos le 21 décembre 2021 avec la dissolution anticipée décidée par le président de la Junte.

## Bureau
| Poste                   | Titulaire         | Parti | Parti | Circonscription |
| ----------------------- | ----------------- | ----- | ----- | --------------- |
| Président               | Luis Fuentes      |       | Cs    | Valladolid      |
| Premier vice-président  | Francisco Vázquez |       | PP    | Ségovie         |
| Seconde vice-présidente | Ana Sánchez       |       | PSOE  | Zamora          |
| Premier secrétaire      | José Martín       |       | PSOE  | Valladolid      |
| Deuxième secrétaire     | Óscar Reguera     |       | PP    | Zamora          |
| Troisième secrétaire    | Marta Sanz        |       | Cs    | Ségovie         |

## Groupes parlementaires
| Nom | Nom               | Début | Fin | Porte-parole                         |
| --- | ----------------- | ----- | --- | ------------------------------------ |
|     | Groupe socialiste | 35    | 35  | Luis Tudanca                         |
|     | Groupe populaire  | 29    | 29  | Raúl de la Hoz                       |
|     | Groupe Ciudadanos | 12    | 11  | Ana Amigo David Castaño (04.06.2020) |
|     | Groupe mixte      | 5     | 5   | Poste tournant                       |
|     | Non-inscrit       | -     | 1   | Aucun                                |

## Commissions parlementaires
| Commission                                                                              | Président                 | Parti | Parti | Circonscription |
| --------------------------------------------------------------------------------------- | ------------------------- | ----- | ----- | --------------- |
| Commissions permanentes législatives                                                    |                           |       |       |                 |
| Commission de l'Agriculture, de l'Élevage et du Développement rural                     | Rosa Esteban              | PP    |       | Salamanque      |
| Commission de la Culture et du Tourisme                                                 | José Delgado              | Cs    |       | Burgos          |
| Commission de l'Économie et des Finances                                                | Vidal Galicia             | PP    |       | Ávila           |
| Commission de l'Éducation                                                               | Paloma Vallejo            | PP    |       | Valladolid      |
| Commission de l'Emploi et de l'Industrie                                                | Blanca Negrete            | Cs    |       | Burgos          |
| Commission de la Famille et de l'Égalité des chances                                    | Inmaculada Ranedo         | PP    |       | Burgos          |
| Commission de l'Équipement et de l'Environnement                                        | Jesús Peregrina           | PP    |       | Soria           |
| Commission de la Présidence                                                             | Pedro Heras               | PP    |       | Soria           |
| Commission de la Santé                                                                  | María Montero             | Cs    |       | Salamanque      |
| Commission de la Santé                                                                  | Alba Bermejo (16.04.2021) | Cs    |       | Palencia        |
| Commission du Statut                                                                    | Ramiro Ruiz               | PP    |       | Valladolid      |
| Commission de la Transparence, de l'Aménagement du territoire et de l'Action extérieure | Teresa Gago               | Cs    |       | Zamora          |
| Commissions permanentes non-législatives                                                |                           |       |       |                 |
| Commission du Règlement                                                                 | Luis Fuentes              | Cs    |       | Valladolid      |
| Commission du Statut des députés                                                        | Ángeles García            | PP    |       | Ségovie         |
| Commission des Relations avec le Défenseur du peuple                                    | Teresa Gago               | Cs    |       | Zamora          |
| Commission du Handicap (18.05.2020)                                                     | Inmaculada Ranedo         | PP    |       | Burgos          |

## Gouvernement et opposition

### Investiture
| Candidat                       | Date                                      | Vote       |      |    |    |    |     |     |     | Résultat |
| Candidat                       | Date                                      | Vote       | PSOE | PP | Cs | UP | Vox | UPL | XAV | Résultat |
| Alfonso Fernández Mañueco (PP) | 9 juillet 2019 (majorité absolue requise) | Oui        |      | 29 | 12 |    |     |     |     | 41 / 81  |
| Alfonso Fernández Mañueco (PP) | 9 juillet 2019 (majorité absolue requise) | Non        | 35   |    |    | 2  |     | 1   |     | 38 / 81  |
| Alfonso Fernández Mañueco (PP) | 9 juillet 2019 (majorité absolue requise) | Abstention |      |    |    |    | 1   |     | 1   | 2 / 81   |

### Motion de censure du PSOE
| Candidat            | Date                                    | Vote       |      |    |    |    |     |     |     | Résultat |
| Candidat            | Date                                    | Vote       | PSOE | PP | Cs | UP | Vox | UPL | XAV | Résultat |
| Luis Tudanca (PSOE) | 22 mars 2021 (majorité absolue requise) | Oui        | 35   |    |    | 2  |     |     |     | 37 / 81  |
| Luis Tudanca (PSOE) | 22 mars 2021 (majorité absolue requise) | Non        |      | 29 | 11 |    | 1   |     |     | 41 / 81  |
| Luis Tudanca (PSOE) | 22 mars 2021 (majorité absolue requise) | Abstention |      |    | 1  |    |     | 1   | 1   | 3 / 81   |

## Désignations

### Sénateurs
| Parti | Parti                | Sénateurs désignés        | Voix |
| ----- | -------------------- | ------------------------- | ---- |
| PSOE  |                      | María Teresa López Martín | 40   |
| PSOE  | Francisco Díaz Muñoz |                           | 40   |
| PP    |                      | Javier Maroto             | 40   |